# Trattato medico-filosofico sopra l'alienazione mentale
Il Trattato medico-filosofico sopra l'alienazione mentale (Traité médico-philosophique sur l'aliénation mentale ou la manie) è un saggio dello psichiatra francese Philippe Pinel del 1801.
L'opera resta uno dei maggiori contributi della psichiatria del XIX secolo e lo stesso Pinel viene considerato il padre della psichiatria moderna.

## Contenuti
Pinel fa una sua classificazione distinguendo tra:
- malinconia (delirio semplice, parziale, associato alla depressione)
- mania (delirio generalizzato con agitazione)
- mutismo mutismo (non parlano, tendono a togliersi la vita)
- demenza( perdita delle funzioni mentali)

Considerava, inoltre, la malattia mentale un disturbo delle facoltà cerebrali causato da una serie di cause:
- Cause fisiche (direttamente cerebrali o simpatiche)
- Eredità
- Cause morali (alle quali attribuisce più della metà dei casi), che possono essere suddivise in:
- Passioni intense e fortemente contrastate o prolungate.
- Eccessi di ogni genere.

Pinel, in particolare, aveva eliminato  i salassi e i trattamenti inutili, che servivano solo a indebolire i malati. Egli credeva che i pazzi potessero essere curati con parole di incoraggiamento e che, nel caso dei deliranti, l'oppressione dell'idea dominante potesse essere attenuata attraverso un ragionamento abile, per il quale la figura del medico occupava un posto cruciale. Nonostante ciò, alcuni dei suoi trattamenti (come il soffocamento in cisterne d'acqua, con il paziente legato a una sedia a dondolo o la "cura della fame") devono essere oggi considerati piuttosto brutali.

## Critica
L'opera resta uno dei maggiori contributi della psichiatria del XIX secolo e lo stesso Pinel viene considerato il padre della psichiatria moderna.